# Autobusová doprava ČSD

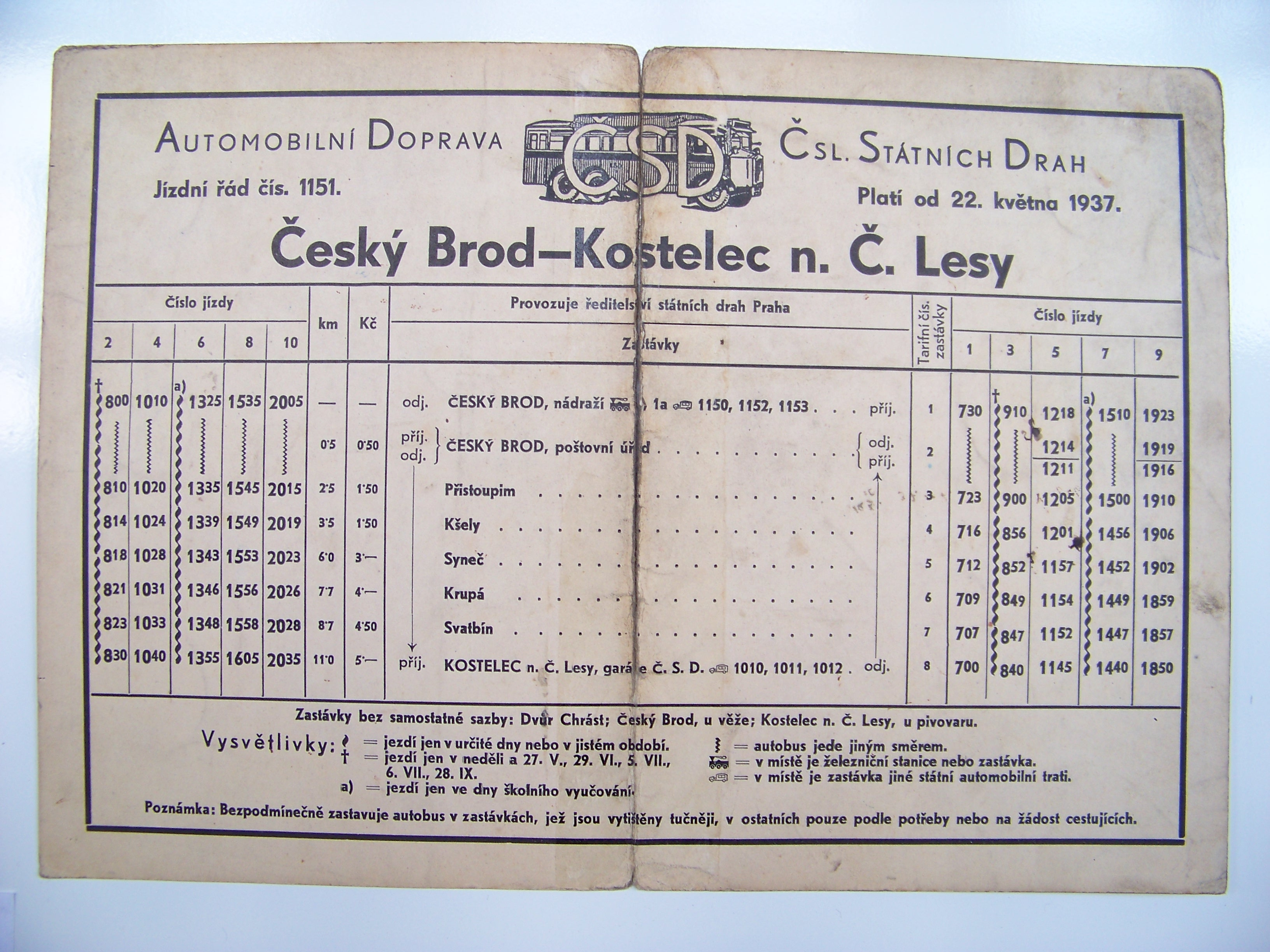
Autobusový jízdní řád ČSD z roku 1937

Československé státní dráhy začaly od roku 1927 v Československu provozovat linkovou autobusovou dopravu, která se tak vedle poštovních autobusových linek stala druhou státní sítí autobusové dopravy. ČSD provozovaly automobilovou dopravu osobní i nákladní ve snaze chránit železniční dopravu před rozmáhající se konkurencí soukromé i poštovní autobusové dopravy. K 1. lednu 1933 byly státní poštovní linky i s personálem, vozidly a technickým zázemím začleněny do resortu železnic a v průběhu roku 1933 postupně převzaty jednotlivými ředitelstvími státních drah, úplně vplynula poštovní automobilová doprava do automobilové dopravy ČSD roku 1934. Souběžně prosperovala do roku 1932 i soukromá autobusová doprava. Zákony o dopravě motorovými vozidly z let 1932 a 1935 silniční dopravu začaly regulovat územně omezenými koncesemi, daňovým zatížením a uzákoněním vlivu železničních úřadů na udělování koncesí pro silniční dopravu, čímž byly podmínky pro volné soukromé podnikání ztíženy.

## Síť linek
První autobusová linka ČSD, Chrudim–Pardubice, zahájila provoz koncem roku 1927.
Koncem roku 1929 provozovaly ČSD na 15 autobusových linkách 46 autobusů (tedy téměř desetkrát menší rozsah provozu než poštovní autobusy).
V Pražském kraji byl autobusový provoz ČSD zahájen roku 1929, garáže byly zřízeny v místech nynějšího dolního autobusového nádraží Praha–Florenc. V době převedení poštovní dopravy pod hlavičku ČSD v roce 1933 bylo jen na území Pražského kraje celkem 164 autobusových tratí o celkové délce 4570 km s 1664 spoji za den, z toho poštovní správa provozovala 39 tratí, železniční správa 28 tratí a soukromníci 97 tratí.
Pro letní období 1929 udával jízdní řád 9 linek s čísly 901 až 909, v listopadu 1929 navíc linky 910 až 913 a linka 926. Těmito linkami ČSD byly:
- 901a Pardubice – Chrudim – Kočí (16 km, 2 autobusy, ředitelství ČSD Hradec Králové)
- 901b Pardubice – Čivice (8 km, 1 autobus patrně přejíždějící z 901a, ředitelství Hradec Králové)
- 902, 903, 904 linky z Mukačeva do okolí (nejdelší linka 44 km, 8 autobusů, ředitelství Košice)
- 905 Trenčín – Trenčianska Teplá – Trenčianske Teplice Kúpele (17 km, 2 autobusy, ředitelství Bratislava)
- 906a Praha – Kněževes – Buštěhrad – Kladno (30,6 km, 16 autobusů pro varianty a, b, c, ředitelství Praha Sever)
- 906b Praha – Kněževes – Unhošť – Kladno (36,8 km, viz 906a)
- 906c Praha – Sobín – Unhošť – Kladno (44 km, viz 906a)
- 906d Kladno, nádraží – Kladno, Wilsonovo náměstí (4 km)
- 907 Košice – Rožňava (76 km, 3 autobusy, ředitelství Košice)
- 908 Praha – Poděbrady Lázně (52 km, 3 autobusy, ředitelství Praha Jih)
- 909 Týn nad Vltavou – Bechyně, nám. (13 km, 1 autobus, ředitelství Plzeň)
- 910 Štrba – Štrbské Pleso (12 km, 2 autobusy + 2 záložní, ředitelství Košice)
- 912 Nitra – Levice (47 km, 2 autobusy, ředitelství Bratislava)
- 913 Týn nad Vltavou – Mezimostí – Veselí nad Lužnicí (35,2 km, 2 autobusy, ředitelství Plzeň)
- 926 Praha – Zbraslav (13,4 km, 3 autobusy)

V letech 1931 a 1932 vznikla řada dalších linek ČSD, takže před začleněním poštovních linek do ČSD bylo v kmenovém provozu ČSD něco přes 140 autobusových linek, zatímco poštovních linek bylo tou dobou asi 180.
Nestátní dopravci si stěžovali na neférové jednání ČSD, kdy autobus ČSD jel před pravidelným spojem soukromého dopravce a odebíral mu zákazníky. Na takové jednání si stěžoval soukromý dopravce Ambrož Klevar z Podolí u Brna i mnozí další; mnohdy kvůli lince ČSD nebyla jinému dopravci ani povolena koncese. Na meziměstské trase Praha – Plzeň zajišťovaly od 15. října 1931 dopravu Elektrické podniky města Plzně i Elektrické podniky hlavního města Prahy, na nátlak ČSD byla tato doprava zastavena. Soukromý dopravce Karel Kanzler z Vítkova dostal v roce 1932 koncesi s řadou omezujících podmínek, podle kterých nesměl ani na objednávku zajíždět do relací, kde jezdila poštovní linka, a v případě že by poštovní správa zřídila svou linku v jeho trase nebo pokud by bylo zřízeno železniční spojení obdobného směru, jeho linka automaticky zaniká.
V letech 1933–1934 byla poštovní autobusová doprava postupně včleněna pod ČSD (k 1. lednu 1934 přešly poštovní autobusy na základě § 79 zákona č. 198/1932 Sb. n. a z. z působnosti ministerstva pošt a telegrafů do působnosti ministerstva železnic, k 1. lednu 1934 organizace definitivně splynuly, Správa automobilní dopravy v Praze-Vršovicích byla zrušena a bývalé poštovní linky přešly přímo do působnosti oblastních ředitelství ČSD), sběr poštovních zásilek však autobusy ČSD zajišťovaly až do 40. let. V roce 1933 Správa poštovní automobilní dopravy předala Československým státním drahám 172 autobusových tratí o délce 4330 kilometrů a 97 velkých, 103 středních a 115 malých autobusů. K 1. lednu 1934, po završení fúze, provozovaly ČSD 636 autobusů na 286 linkách a 206 nákladních automobilů s 20 přívěsy.
V rámci optimalizace sítě po sloučení byly roku 1936 provedeny další změny linek a k 1. březnu 1937 provozovaly ČSD (v celém Československu) 278 linek o délce 8074 km, z toho 6 tratí o délce 286 kilometrů je sezonních. V roce 1938 provozovaly ČSD již 635 autobusů na 288 linkách o délce 8373,3 km, z toho 11 tratí o 429,2 km jen sezonně.
Zákoně č. 311/1948 Sb. o národních podnicích dopravních ze dne 22. prosince 1948 a zákonem o národních dopravních podnicích č. 149/1950 Sb. byla veškerá autobusová doprava soustředěna do národního podniku ČSAD.

## Vozový park
V prvním roce provozu (1927) si ČSD pořídily 7 autobusů Praga NO (s evidenčními čísly 1 až 7).
Autobusy ČSD měly jednotný nátěr podle velmi podrobného předpisu, dřevěné části konstrukce byly zevně natírány šedou barvou a železné černou barvou, střecha slonově žlutá, interiér byl převážně lakovaný v přírodní barvě dřeva.

## Organizační uspořádání
Do dubna 1935 byla autobusová doprava podřízena místním výtopnám, od 1. května 1935 se autosprávy staly samostatnými služebnami podřízenými přímo oblastním ředitelstvím drah.
U jednotlivých ředitelství státních drah byly zřízeny „Skupiny pro automobilní provoz ČSD“ pro technické a provozní řízení. Pro výkonnou službu byly ve velkých dopravních centrech zřízeno celkem 10 autospráv ČSD, v menších centrech dopravy garáže ČSD, pro provoz osamocených tratí a pro nákladní provoz autostanice ČSD.
Například pod ředitelství státních drah v Praze patřily autosprávy Praha–Delta a Praha–Vršovice, garáže Slaný, Kladno, Střeliv, Benešov u Prahy, Kostelec nad Černými lesy a Kouřim a autostanice Pardubice, Louny, Libochovice, Chomutov, Teplice, Mezimostí–Veselí, Počátky a Kolín. Pod jiná ředitelství patřily pozdější dopravní závody Rakovník, Příbram, Hořovice, Mladá Boleslav a Poděbrady.
Přehled autospráv ČSD podle Ročenky státních a soukromých drah ČSR pro rok 1938–1939:
- Praha-Delta, garáže Chabařovice, Kladno, Slaný, pobočné garáže Střekov, Teplice-Šanov, Tisá-Libouchec, Chomutov, Louny.
- Praha-Vršovice, garáže Benešov u Prahy, Jindřichův Hradec, Kostelec nad Černými lesy, Kouřim, pobočná garáž Říčany u Prahy
- Plzeň, garáže Karlovy Vary, Rakovník, Klatovy, Lišov, Sušice, Vimperk, pobočné garáže Tachov, Železná Ruda, Kraslice, Ostrov, Tršnice, Vejprty, Žlutice, Loděnice, Nučice, Zbiroh, České Budějovice, Týn nad Vltavou, Volary, Volyně.
- Česká Lípa, garáže Dubá a Mladá Boleslav, pobočné garáže Bělá pod Bezdězem, Bor u České Lípy, Cvikov, Děčín, Litoměřice dolní nádraží, Jablonec nad Nisou, Nové Benátky, Turnov.
- Jičín, garáže Dvůr Králové nad Labem, Nové Město nad Metují, Trutnov, Vrchlabí, pobočné garáže Dobruška, Hostinné, Hronov, Jilemnice, Králíky, Lichkov, Náchod, Police nad Metují, Rokytnice v Orlických horách, Úpice
- Chrudim, garáže Čáslav, Habry, Chrudim, Litomyšl, Pardubice, Vysoké Mýto, pobočné garáže Humpolec, Poděbrady, Choceň
- Brno, pobočné garáže Blansko, Čejč, Dolní Kounice, Hodonín, Jihlava, Koryčany, Rohatec, Skalice nad Svitavou, Uherský Brod, Znojmo.
- Olomouc, garáže Moravská Ostrava, Moravská Třebová, Opava, Prostějov, Přerov, pobočné garáže Bruntál, Litovel, Ondrášov, Šumperk, Tovačov, Frýdek-Místek, Jevíčko, Lanškroun, Holešov.
- Bratislava s garážemi a pobočnými garážemi na Slovensku
- Košice s garážemi a pobočnými garážemi na východním Slovensku a Podkarpatské Rusi